# Laso de Hermíone
Laso de Hermíone (Λάσος ὁ Ἑρμιονεύς) fue un poeta lírico griego del siglo VI a. C., nacido en la ciudad de Hermíone, en la Argólide. 
Se sabe que ejerció su actividad en Atenas durante el reinado de los Pisistrátidas. El tratado De musica atribuido a Plutarco lo señala como renovador del ditirambo. La Suda asegura que, en época del tirano Hiparco, Laso introdujo en el programa de las fiestas de Dioniso un certamen de ditirambos, que se mantendría en la democracia posterior. La Suda le adjudica también la autoría del primer tratado sobre música, por lo que se le considera el fundador de la ciencia musical griega. Da idea de la fama del autor el hecho de que, siempre según la Suda, algunas listas de los Siete Sabios de Grecia incluyeran a Laso, en lugar de incluir a Periandro.
Según Heródoto, Laso reveló que el adivino Onomácrito había falseado un oráculo atribuido a Museo. La tradición asegura que Laso fue maestro de Píndaro, aunque la cronología no encaja.

## Obras
1. ↑  Moralia, XIV, 78.
2. ↑  LESKY, Albin: Historia de la literatura griega, tomo I, pp. 346 y 490.
3. ↑  Entrada 'Laso' en la Suda, texto griego y traducción inglesa en la web Suda On Line.
4. ↑  Heródoto: Historias, 7, 6, 3-5.
5. ↑  Según señala Lesky (op. cit., tomo I, p. 326), no cabe imaginar que Laso permaneciera en Atenas tras la caída de sus protectores, los Pisistrátidas.

- Datos: Q1128200